# لوری لاگله
لوری لاگله (انگلیسی: Lauri Lagle؛ زادهٔ ۱۲ فوریهٔ ۱۹۸۱) هنرپیشه اهل استونی است.